# Pinus cooperi
Pinus cooperi es un pino que es endémico de México. En Kew está considerada un sinónimo de Pinus arizonica var. ornelasii (Martínez) ined..

## Taxonomía
Pinus cooperi fue descrita por Cenobio E. Blanco  y publicado en Anales del instituto de Biología de la Universidad Nacional de México 20: 185, f. 1. 1949.
Etimología
Pinus: nombre genérico dado en latín al pino.
cooperi: epíteto otorgado en honor del botánico James Graham Cooper.
Sinonimia
- Pinus arizonica var. cooperi (C.E.Blanco) Farjon
- Pinus arizonica var. ornelasii (Martínez) ined..
- Pinus cooperi var. ornelasii (Martínez) Blanco
- Pinus lutea C.E.Blanco ex Martínez
- Pinus lutea var. ornelasii Martínez[4][5]